# Ornativalva ornatella
Ornativalva ornatella is een vlinder uit de familie tastermotten (Gelechiidae). De wetenschappelijke naam is voor het eerst geldig gepubliceerd in 1967 door Sattler.
De soort komt voor in Europa.